# فرط جارات الدرقية
فرط جارات الدرقية هو زيادة مستويات الهرمون الجار درقي (PTH) في الدم. يحدث ذلك إما نتيجة زيادة إفراز الغدد جارات الدرقية للهرمون بشكل مبالغ فيه (فرط جارات الدرقية الأولي) أو بسبب أحداث أخرى تحفز زيادة إنتاج الغدد (فرط جارات الدرقية الثانوي). لا يعاني أغلب مرضى المرض الأولي من أعراض في وقت التشحيص. أما أولئك الذين يعانون من أعراض، فإن حصوات الكلى هي الأكثر شيوعًا بالإضافة لأعراض أخرى محتملة تشمل الضعف، والاكتئاب، وآلام العظام، والارتباك، وزيادة التبول. يزيد كلا النوعين من خطورة حدوث هشاشة العظام.
يرجع فرط جارات الدرقية الأولي في 80% من الحالات إلى ورم حميد واحد يسمى ورم جار الدرقية الحميد (parathyroid adenoma) فيما ترجع أغلب الحالات المتبقية لعدة أورام حميدة. نادرا ما يكون بسبب سرطان الغدة الجار درقية. يحدث فرط جارات الدرقية الثانوي عادة بسبب نقص فيتامين د، أو مرض الكلى المزمن، أو أي سبب آخر لنقص كالسيوم الدم. تشخيص المرض الأولي يتم بإيجاد فرط كالسيوم الدم وارتفاع مستوى الهرمون الجار درقي.
يمكن علاج فرط جارات الدرقية الأولي عن طريق استئصال الورم أو الغدد مفرطة النشاط. في أولئك الذين لا يعانون من أعراض، قد يكون كل المطلوب هو متابعة الكثافة الطبيعية للعظام، ووظائف الكلى السليمة، ومستوى الكالسيوم المرتفع قليلا. يمكن استخدام دواء يدعى سيناكالست لخفض مستوى الهرمون. في أولئك الذين لديهم مستوى مرتفع جدا من الكالسيوم في الدم قد يتضمن العلاج كميات كبيرة من المصل الفيزيولوجي عبر الوريد. يجب تصحيح مستوى فيتامين د المنخفض في الدم.
فرط جارات الدرقية الأولي هو النوع الأكثر شيوعًا. في الدول المتقدمة يُصاب بين 1 لـ4 أشخاص من كل ألف شخص. وهو أكثر شيوعًا في النساء عن الرجال بـ3 مرات ويتم تشخيصه عادة في سن 50 لـ60 عاما. تم وصف المرض لأول مرة في القرن الثامن عشر وتم ربطه بالغدد جارات الدرقية في القرن التاسع عشر. تم تنفيذ أول جراحة كعلاج للمرض في 1925.

## الأعراض والعلامات
تعتمد الأعراض على ما إذا كان ارتفاع الهرمون جار الدرقي بسبب فرط نشاط الغدة أو لسبب ثانوي.

في فرط جارات الدرقية الأولي، حوالي 75% من المرضى ليس لديهم أعراض. يتم اكتشاف المشكلة عادة من خلال اكتشاف ارتفاع مستوى الكالسيوم خلال تحليل دم لأسباب أخرى. الكثير من الأشخاص الآخرين لديهم أعراض غير محددة. الأعراض الناتجة بشكل مباشر عن فرط كالسيوم الدم نادرة نسبيًا، وتكون أكثر شيوعًا في مرضى فرط الكالسيوم الخبيث. إن وجدت، فإن أعراض فرط كالسيوم الدم تشمل الضعف والإعياء، والاكتئاب، وألم العظام، وألم العضلات، ونقص الشهية، والشعور بالغثيان والتقيؤ، والإمساك، وفرط التبول، والعطاش، والضعف الإدراكي، وحصوات الكلى، وهشاشة العظام. من النادر للغاية اكتشاف الأورام الحميدة للغدد جارات الدرقية بالفحص الجسدي. يزيل اسئصال الورم الأعراض في أغلب المرضى.
في فرط جارات الدرقية الثانوي، تعمل الغدد جارات الدرقية بشكل طبيعي، تحدث الأعراض والمشاكل بسبب تشرب العظم ويظهر في صورة متلازمات متعلقة بالعظام مثل كساح الأطفال، وتلين العظام، والضمور العظمي كلوي المنشأ

## السبب
يزيد التعرض للإشعاع من خطر الإصابة بفرط جارات الدرقية الأولي. عدد من الأمراض الوراثية كذلك يزيد خطر الإصابة مثل متلازمة تكون الأورام الصماوية المتعددة.

## الآلية
تقيس الغدد جارات الدرقية السليمة تركيز الكالسيوم المتأين في الدم (Ca2+) وتفرز الهرمون جار الدرقي بناء عليه: إذا ارتفع تركيز أيونات الكالسيوم عن الطبيعي يقل إفراز الهرمون الجار درقي، أما إذا انخفض مستوى أيونات الكالسيوم فإن إفراز الهرمون يزداد.
يحدث فرط كالسيوم الدم الثانوي إذا كان مستوى كالسيوم الدم منخفضًا بشكل غير طبيعي. تستجيب الغدد السليمة بإفراز الهرمون جار الدرقي بمعدل مرتفع بشكل ثابت. يحدث ذلك عادة عندما يكون مستوى الكالسيتريول في الدم منخفض مع نقص كالسيوم الدم. يمكن أن ينتج نقص الكالسيتريول عن نقص تناول فيتامين د في الطعام، أو نقص تعرض الجلد لضوء الشمس، فلا يستطيع الجسم تصنيع فيتامين د من الكولسترول. يرجع نقص فيتامين د عادة إلى مزيج من كلا العاملين. يتم تحويل فيتامين د3 (أو كوليكالسيفيرول) إلى كالسيفيديول بواسطة الكبد، ثم يتم نقله عبر الدم إلى الكلى أين يتم تحويله إلى الصورة النشطة (الكالسيتريول). وهكذا فإن سببًا ثالثًا لفرط جارات الدرقية الثانوي هو مرض الكلى المزمن. حيث تقل القدرة على تصنيع الكالسيتريول، ما يؤدي إلى نقص كالسيوم الدم.

## التشخيص

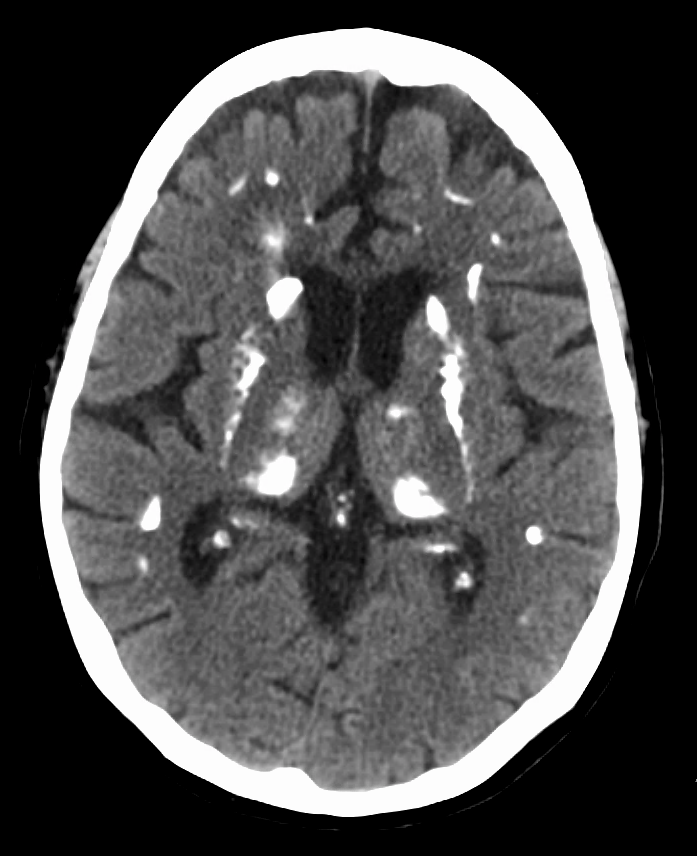
تكلس في المخ بسبب فرط جارات الدرقية

المفتاح الذهبي للتشخيص هو المقايسة المناعية للغدد جارات الدرقية. بمجرد تأكيد ارتفاع مستوى الهرمون جار الدرقي، يصبح الهدف من التشخيص تحديد إذا كان فرط جارات الدرقية أوليًا أم ثانويًا عن طريق تحديد مستوى كالسيوم الدم:

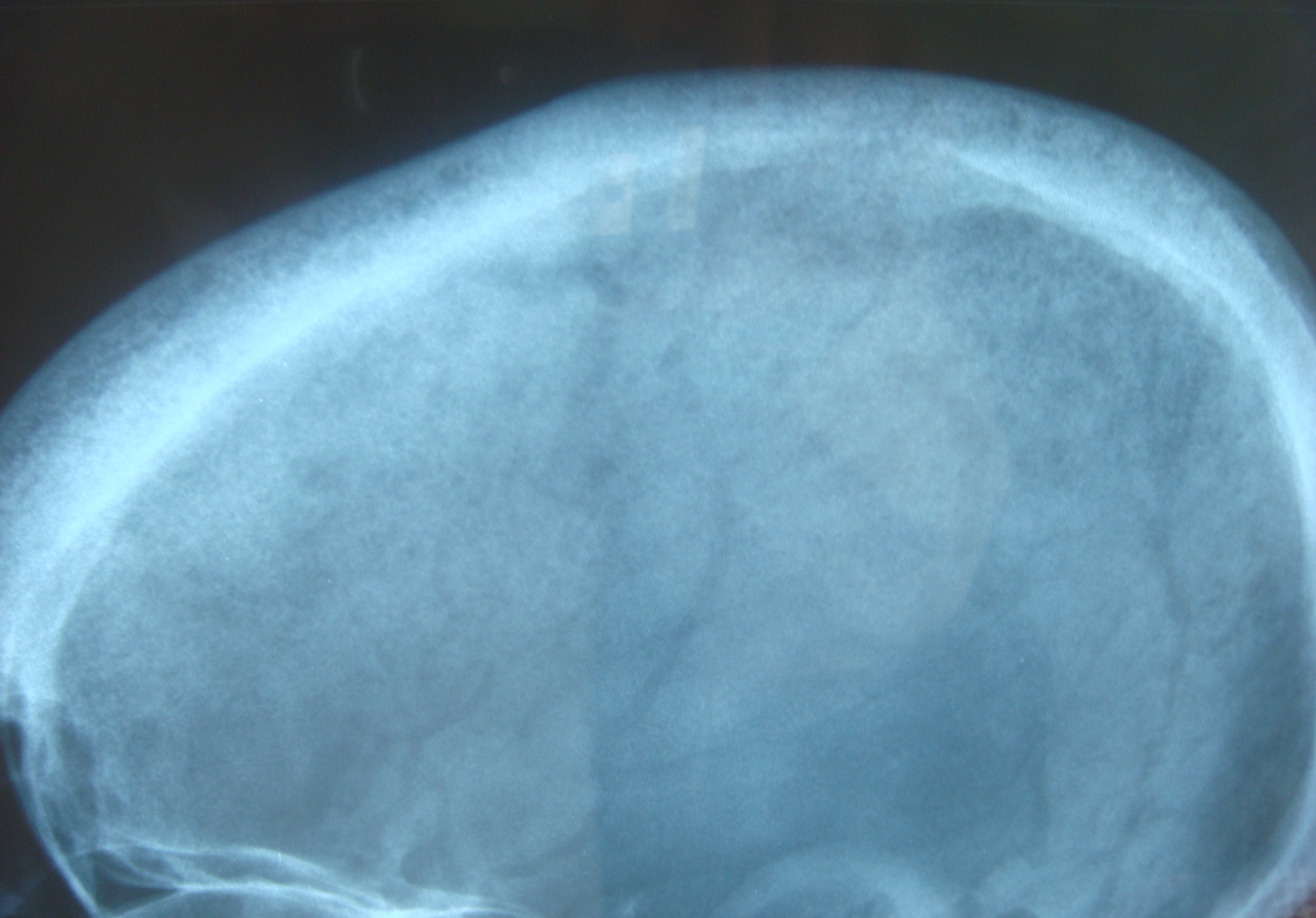
مظهر الملح والفلفل التقليدي للأشعة السينية في فرط الجارات درقية

| الكالسيوم في مصل الدم | فوسفات | فوسفاتيز قلوي | هرمون جار درقي | النوع المتحمل              |
| ↑                     | ↓      | ↑             | ↑              | فرط جارات الدرقية الأولي.  |
| ↓                     | ↑      | ↑             | ↑              | فرط جارات الدرقية الثانوي. |

في فرط الجارات الدرقية الثالثي، يوجد ارتفاع في مستوى الهرمون جار الدرقي ومستوى الكالسيوم في الدم. يتم التفريق بينه وبين المرض الأولي عن طريق التاريخ المرضي بقصور الكلى المزمن.

### التشخيص التفريقي
فرط كالسيوم الدم الحميد العائلي مع نقص الكالسيوم في البول قد يتواجد بنفس التغيرات المعملية. في ذلك المرض تكون نسبة تصفية الكالسيوم للكرياتينين أقل من 0.01.

### تحاليل الدم

#### هرمون جار درقي سليم
في فرط جارات الدرقية الأولي، يكون مستوى الهرمون إما مرتفع أو «طبيعي بشكل غير مناسب» في ظل ارتفاع مستوى الكالسيوم. تقليديا، يختلف مستوى الهرمون بشكل كبير عبر الوقت في المرضى المصابين ويجب إعادة الاختبار عدة مرات لمتابعة النمط. الاختبار المقبول حاليًا للهرمون جار الدرقي هو تحليل الهرمون السليم، والذي يكتشف فقط جزيئات الهرمون السليمة والنشطة. الاختبارات القديمة كانت عادة ما تكتشف نسب أخرى غير نشطة. اختبار «الهرمون السليم» قد يكون غير دقيق في المرضى المصابين بخلل كلوي.

#### مستوى الكالسيوم
في حالات فرط جارات الدرقية الأولي والثالثي يؤدي ارتفاع مستوى الهرمون إلى ارتفاع الكالسيوم في الدم (فرط كالسيوم الدم) بسبب:
1. زيادة تشرب العظم، ما يسمح بسريان الكالسيوم من العظم للدم
2. نقص تصفية الكلية للكالسيوم
3. زيادة امتصاص الكالسيوم من الأمعاء

#### فوسفات مصل الدم
في فرط جارات الدرقية الأولي، يكون مستوى الفوسفات في مصل الدم منخفضًا نتيجة نقص إعادة امتصاص الفوسفات في الأنابيب الكلوية.على أي حال، يحدث ذلك في 50% فقط من الحالات. ويختلف ذلك عن فرط جارات الدرقية الثانوي، والذي يكون فيه مستوى الفوسفات مرتفعًا بسبب مرض الكلى.

#### فوسفاتاز قلوي
تكون مستويات الفوسفاتاز القلوي عادة مرتفعة في فرط جارات الدرقية. في الفرط الأولي، قد يظل مستوى الإنزيم في النطاق الطبيعي، ولكن ذلك يعتبر طبيعي «بشكل غير مناسب» نظرًا لارتفاع مستوى الكالسيوم في الدم.

### الطب النووي
المسح باستخدام التكنيشيوم (technetium sestamibi scan) هو إجراء مستخدم في الطب النووي يكتشف فرط جارات الدرقية (أو الورم الحميد في الغدة). يستخدمه الجراحون لتحديد مواقع الأورام الجار درقية الحميدة المنتبذة، والتي توجد غالبًا في المنصف الأمامي.[بحاجة لمصدر]

## العلاج
يعتمد العلاج بالكامل على نوع فرط جارات الدرقية لدى المريض.

### الأولي
يستفيد مرضى فرط جارات الدرقية الأولي الذين لديهم أعراض من الجراحة لاستئصال ورم الغدة جار الدرقية. وتشمل دواعي الجراحة ما يلي:
- فرط جارات الدرقية المصحوب بأعراض
- فرط جارات الدرقية غير المصحوب بأعراض ولكن مصحوب بأي مما يلي:
- مستوى الكالسيوم في البول على مدار 24 ساعى > 400 مج
- كالسيوم الدم > 1 مج/دل فوق الحد الأعلى للمستوى الطبيعي
- تصفية الكرياتينين > 30% أقل من الطبيعي بالنسبة لعمر المريض
- كثافة العظام > 2.5 الانحراف المعياري للقمة السفلى (كثافة العظم = -2.5)
- السن > 50

من الممكن أن تتسبب الجراحة نادرًا في قصور جارات الدرقية.

### الثانوي
في مرضى فرط جارات الدرقية الثانوي، يمثل المستوى المرتفع للهرمون جار الدرقي استجابة طبيعية لانخفاض مستوى الكالسيوم ويجب توجيه العلاج نحو سبب انخفاض مستوى الكالسيوم (عادة نقص فيتامين د أو مرض الكلى المزمن). إذا نجح ذلك ينبغي أن يعود مستوى الهرمون طبيعيًا إلا إذا أصبح الإفراز تلقائيًا (فرط جارات الدرقية الثالثي)

### محاكيات الكالسيوم
دواء محاكي للكالسيوم (مثل سيناكالست) هو علاج محتمل لبعض الأشخاص الذين لديهم فرط شديد في كالسيوم الدم وفرط جارات الدرقية الأولي غير القادرين على إجراء جراحة وللأشخاص المصابين بفرط جارات الدرقية الثانوي الذين يقومون بغسيل كلوي.
في علاج فرط جارات الدرقية الثانوي الناتج عن مرض الكلى المزمن للمرضى الذين يقومون بغسيل كلوي فإن محاكيات الكالسيوم تبدو أنها لا تؤثر على خطورة الوفاة المبكرة. فالدواء يقلل الحاجة لاستئصال الغدد جارات الدرقية ولكنه يتسبب في مشاكل أكبر تتعلق بنقص كالسيوم الدم والتقيؤ.

## تاريخ
وُجدت أقدم حالة معروفة في جثة من مقبرة تعود للعصر الحجري الحديث في جنوب غرب ألمانيا.